# Platerodrilus
Platerodrilus je rod kornjaša iz porodice Lycidae. U literaturi se često pojavljuje pod imenom Duliticola, zastarjelim sinonimom. Ženke ove vrste ostaju nalik na ličinku tijekom cijeloga životnog ciklusa te rastu do dužine od 40 do 80 milimetara. I ženke i ličinke imaju plosnato, tamno tijelo s velikim ljuskama koje prekrivaju glavu, zbog čega ih se uspoređuje s trilobitima. Naspram toga, muške jedinke mnogo su manje (duge 8 – 9 milimetara) te naliče drugim kornjašima. Ova vrsta obitava u tropskim šumama Indije i Jugoistočne Azije.
Unatoč sličnosti s prapovijesnim trilobitima, ovi su kukci nastali tek prije 47 milijuna godina, 200 milijuna godina nakon izumiranja svih vrsta trilobita. Zbog drastičnog spolnog dvoličja, izgled mužjaka bio je potpuno nepoznat do objave istraživanja švedskog zoologa Erica Mjöberga 1925. godine.

## Ugroženost
Različite vrste iz roda Platerodrilus suočavaju se s različitim ugroženjima. Uništenje staništa, poput krčenja šuma na Borneu, predstavlja veliku opasnost za neke od ovih vrsta. Među drugim opasnostima za ove kornjaše nalaze se i uporaba pesticida, nezakonito prikupljanje i krijumčarenje.
Više vrsta (kao što je Platerodrilus ruficolis, =Duliticola hoiseni) nemaju određeni status (NE) na crvenom popisu vrsta.

## Vrste
- Platerodrilus foliaceus (Masek & Bocak, 2014)
- Platerodrilus paradoxus (Mjöberg, 1925)
  - =Duliticola paradoxa (Mjöberg, 1925)[5][6]
- Platerodrilus major (Pic, 1921)
- Platerodrilus ngi (Masek & Bocak, 2014)
- Platerodrilus wittmeri (Masek & Bocak, 2014)
- Platerodrilus ijenensis (Masek & Bocak, 2014)
- Platerodrilus luteus (Masek & Bocak, 2014))
- Platerodrilus maninjauensis (Masek & Bocak, 2014)
- Platerodrilus montanus (Masek & Bocak, 2014)
- Platerodrilus palawanensis (Masek & Bocak, 2014)
- Platerodrilus ranauensis (Masek & Bocak, 2014)
- Platerodrilus sibayakensis (Masek & Bocak, 2014)
- Platerodrilus sinabungensis (Masek & Bocak, 2014)
- Platerodrilus sinuatus (Pic, 1921)
- Platerodrilus talamauensis (Masek & Bocak, 2014)
- Platerodrilus tujuhensis (Masek & Bocak, 2014)
- Platerodrilus bicolor (Wittmer, 1966)
  - =Platerodriloplesius bicolor (Wittmer, 1966)
- Platerodrilus crassicornis (Pic, 1923)
  - =Platrilus crassicornis (Pic, 1923)
- Platerodrilus hirtus (Wittmer, 1938)
  - =Platrilus hirtus (Wittmer, 1938)
- Platerodrilus korinchiana
- Platerodrilus robinsoni Blair, 1928
- Platerodrilus ruficollis (Pic, 1942)
  - =Falsocalochromus ruficollis (Pic, 1942)
  - =Duliticola hoiseni (Wong, 1996)[7]

## Galerija
- Primjerci vrsta
- P. foliaceus
- P. maninjauensis
- P. montanus
- P. ngi
- P. palawanensis, odrasli mužjak
- P. ruficollis
- P. sinabungensis, odrasli mužjak
- P. talamauensis, odrasli mužjak
- P. wittmeri, odrasli mužjak
- P. sp.
- P. sp.
- P. sp.
- P. sp.

## Vanjske poveznice
|  | Zajednički poslužitelj ima još gradiva o temi Platerodrilus |